# Ракова (Васлуй)
Ракова (рум. Racova) — село у повіті Васлуй в Румунії. Входить до складу комуни Гирчень.
Село розташоване на відстані 271 км на північ від Бухареста, 38 км на захід від Васлуя, 52 км на південний захід від Ясс.

## Населення
За даними перепису населення 2002 року у селі проживала 221 особа, усі — румуни. Усі жителі села рідною мовою назвали румунську.